# Sphenomorphus wrighti
Sphenomorphus wrighti este o specie de șopârle din genul Sphenomorphus, familia Scincidae, descrisă de William Randolph Taylor în anul 1925. Conform Catalogue of Life specia Sphenomorphus wrighti nu are subspecii cunoscute.